# وشکوویتسه (شهرستان وویچ)
وشکوویتسه (به لاتین: Łyszkowice) یک روستا در لهستان است که در گمینا وشکوویتسه واقع شده‌است. وشکوویتسه ۱٬۱۰۰ نفر جمعیت دارد.